# Der General (1926)
Der General (Originaltitel The General) ist eine 1926 gedrehte Stummfilm-Komödie von und mit Buster Keaton. Der Film spielt zur Zeit des Amerikanischen Bürgerkrieges und basiert auf dem historisch verbürgten Andrews-Überfall vom 12. April 1862. Der Lokomotivführer Johnnie Gray nimmt einsam die Verfolgung seiner von nordstaatlichen Spionen entführten Lokomotive General auf. Mit Hartnäckigkeit und Erfindungsreichtum gelingt es ihm, sowohl seine Maschine als auch die Gunst seines geliebten Mädchens Annabelle Lee zurückzuerobern.
Das Werk entstand am Höhepunkt von Keatons Ruhm und gilt als eine der teuersten Komödien der Stummfilmära. Der Misserfolg der Produktion bei Publikum und Kritikern brachte das Ende von Keatons künstlerischer Unabhängigkeit. Als Ende der 1950er Jahre seine mittlerweile vergessenen Stummfilme wiederentdeckt wurden, stand The General im Mittelpunkt der Aufmerksamkeit. Seither zählt der Film innerhalb der Rezeption aufgrund seiner stringenten Dramaturgie und ambitionierten Bildgestaltung zu den bedeutendsten Komödien der Filmgeschichte.

## Handlung
Im Frühling 1861 lässt die Nachricht über die nahenden Unionstruppen im südstaatlichen Ort Marietta die Kriegshysterie ausbrechen. Um Gunst und Respekt seiner geliebten Annabelle Lee nicht zu verlieren, meldet sich der angesehene Lokomotivführer Johnnie Gray eifrig beim Rekrutierungsbüro. Aus für ihn unverständlichen Gründen wird er als Soldat abgelehnt; dass er als Lokomotivführer für den Süden als wertvoller erachtet wird, erfährt er ebenso wenig wie Annabelle. Sie will ihn erst in Uniform wiedersehen – eine für Johnnie unmögliche Aufgabe und somit das Ende der Beziehung.
Ein Jahr später entführen nordstaatliche Spione am Haltepunkt Big Shanty Johnnies geliebte Lokomotive General. Ohne Zögern nimmt Johnnie einsam die Verfolgung der entführten Dampflokomotive auf, erst zu Fuß, dann mit einer Draisine, schließlich mit einer weiteren Lokomotive. Er trotzt dabei allen Hindernissen, die ihm die Spione in den Weg legen. Diese wollen durch gezielte Zerstörungen auf dem Weg in den Norden das Kommunikations- und Bahnsystem der Konföderierten lahmlegen.
Die Verfolgungsjagd endet für Johnnie im Land der Feinde, wo er sich im Wald versteckt hält, ehe ihn der Hunger in das Hauptquartier der nordstaatlichen Generäle treibt. Dort gelingt es ihm, die feindlichen Pläne zu belauschen. Verblüfft sieht er auch seine Annabelle wieder: Sie befand sich zufällig im Güterwaggon des entführten Zuges und ist nun Gefangene der Unionstruppen. Getarnt als Unionssoldat gelingt es Johnnie, Annabelle zu befreien und mit ihr in den Wald zu flüchten.
Mit ihrer Hilfe gelingt es ihm, die geraubte General zurückzuentführen. Die Unionssoldaten nehmen mit einer weiteren Lok und einem Versorgungszug entschlossen die Verfolgung auf, um ihren Militärschlag wie geplant durchzuführen. Auf dem Weg in die Heimat variiert Johnnie erfolgreich sämtliche Tricks der Spione, um die Verfolger abzuschütteln. Einzig das technische Unverständnis Annabelles bringt beide immer wieder in kritische Situationen. Die strategisch wichtige Brücke am Rock River setzt er vorsorglich in Brand, ehe er beim Stützpunkt der Südstaatler ankommt, um die Soldaten vor den anrückenden Unionstruppen zu warnen.
Als die nordstaatliche Armee den Rock River überqueren will, bricht die vom Feuer beschädigte Brücke unter der Last der Lokomotive zusammen. Die vorgewarnten Konföderationstruppen eröffnen das Feuer. Die wilde Schlacht können die Südstaatler nicht zuletzt dank Johnnie für sich entscheiden. So wird der Lokomotivführer schließlich zum Leutnant ernannt und kann die begeisterte Annabelle küssend in die Arme schließen. Allerdings muss er gleichzeitig allen vorbeiflanierenden Soldaten salutieren.

## Entstehungsgeschichte

### Storyentwicklung und Vorproduktion
Bereits vor den Arbeiten an Battling Butler schlug Clyde Bruckman, Autor und Gagman Keatons, Williams Pittengers Buch The Great Locomotive Chase als möglichen Stoff für einen Film vor. William Pittenger schildert darin als einer der Beteiligten die wahre Geschichte des Andrews-Überfalls während des Amerikanischen Bürgerkriegs. Die Schwierigkeiten, einen historischen Vorfall in eine Komödie zu kleiden, war Keaton und seinem Team bewusst: weite Strecken des Films müssten zugunsten von Erklärungen auf Gags verzichten.

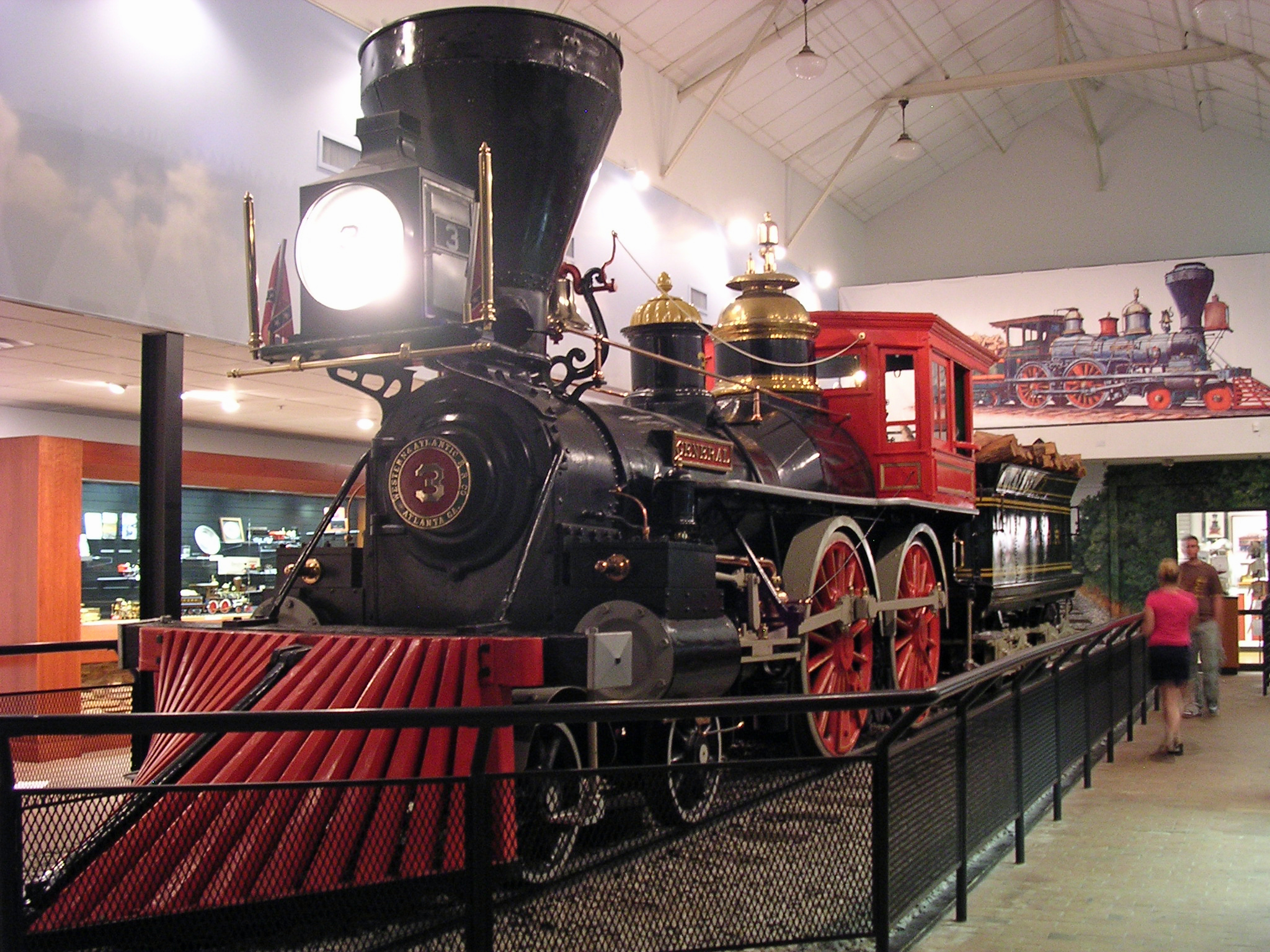
Die General in einem Museum in Kennesaw, Georgia. Für den Film wurde eine Old Four Spot originalgetreu umgestaltet.

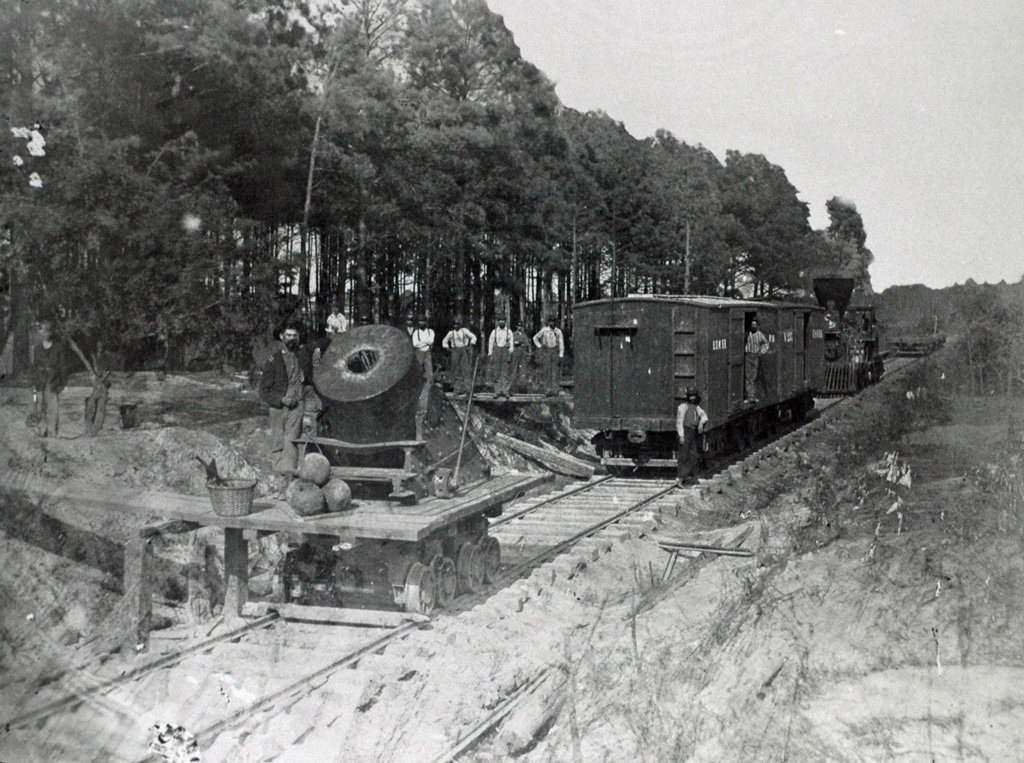
Keaton orientierte sich an Fotografien Mathew B. Bradys. Den hier abgebildeten Eisenbahn-Mörser Dictator ließ er für den Film rekonstruieren.

Keaton, an glaubwürdigen Geschichten und insbesondere Maschinen interessiert, entschied sich dennoch für den Stoff. Dem geschilderten Ablauf der Verfolgungsjagd blieb er treu. Mit seinem Autorenteam änderte er allerdings den Blickwinkel des Buches: Nicht die nordstaatlichen Spione waren in seiner Geschichte die Helden, sondern der südstaatliche Lokomotivführer, der die Verfolgung seiner entführten Lok aufnimmt: „Man kann aus den Südstaatlern keine Gegenspieler machen. […] Das Publikum lehnt das ab. Die haben den Krieg ohnehin verloren.“ Zudem verwarf Keaton die tatsächliche Auflösung des historischen Vorfalls. Die damaligen Spione gaben die entführte Lokomotive schließlich auf, wurden von südstaatlichen Soldaten aufgespürt und gefangen genommen, erschossen beziehungsweise erhängt. Für die abgerundete Dramaturgie fügte er stattdessen eine Liebesgeschichte und die dramatische Rückentführung der Lokomotive hinzu.
Obwohl wegen der historischen Umgebung und der großen Anzahl benötigter Statisten hohe Produktionskosten vorherzusehen waren, gab Keatons Produzent Joseph Schenck grünes Licht und gewährte Keaton wie üblich freie Hand: mit ihrer letzten Produktion Battling Butler hatten die Keaton-Studios ihren bis dahin größten finanziellen Erfolg verbuchen können. Erstmals sollte für United Artists produziert werden; Joseph Schenck war mittlerweile deren Vorsitzender.
Keaton nahm die neue Herausforderung, einen geschichtlich verbürgten Stoff zu erzählen, mit großem Ernst und Enthusiasmus an: „Macht es so authentisch, dass es weh tut“, wird Keatons Aufforderung an seine Mitarbeiter, allen voran seinen langjährigen Produktionsdesigner Fred Gabourie, zitiert.
Bei der Suche nach geeigneten Drehorten entschied sich Keaton für die Gegend um Cottage Grove, Oregon, da die Originalschauplätze in Atlanta, Georgia und Chattanooga nicht seiner Vorstellung entsprachen. Neben der fotogeneren Landschaft konnte er dort auf die Oregon, Pacific and Eastern Railway zurückgreifen, eine 30 Kilometer lange Kleinbahn, die vorwiegend der Holzabfuhr diente. Sie war technisch so zurückgeblieben und ungepflegt, wie Keaton es für seinen Film wollte. Ende Mai 1926 traf der Produktionsstab und Keaton in Cottage Grove ein, um mit den Arbeiten am Set zu beginnen. Bei der Rekonstruktion der Stadt Marietta orientierte man sich so weit wie möglich an Pittengers Buch. Die verwendeten Lokomotiven und Eisenbahnwagen wurden bis in Details auf „alt“ verkleidet und umgebaut, erhielten zum Beispiel statt der längst gebräuchlichen Klauenkupplung eine Link-and-pin-Kupplung.
Das Produktionsteam hatte geplant, die erhaltene Original-General für die Dreharbeiten zu verwenden. Als bekannt wurde, dass Keaton aus dem historischen Vorfall eine Komödie machen wollte, protestierten einige Nachkommen der damaligen Entführer. Daraufhin zog die zuständige Bahngesellschaft ihr Angebot zur Zusammenarbeit zurück. Doch konnten drei alte Lokomotiven mit Holzfeuerung angekauft und ohne Schwierigkeiten auf Maschinen aus der Bürgerkriegszeit umgestaltet werden. Auch die Waggons wurden auf vorhandenen Fahrwerken originalgetreu aufgebaut. Als auffälligstes Requisit gilt eine Kanone auf Schienen, die als Nachbau im Film zum Einsatz kommt. „Wir fürchteten, dass die Leute sagen: ‚Die haben die nur für diesen Gag erfunden.‘ Aber es ist eine authentische Reproduktion einer Schienen-Kanone, die im Bürgerkrieg gebaut wurde. Wir fanden sie in mehr als einem Buch.“

### Dreharbeiten und Nachproduktion
Am 8. Juni 1926 begannen die Dreharbeiten. Gedreht wurde auf 35 mm mit meist drei Kameras, manchmal vier, wobei eine Einstellung – von Ausnahmen abgesehen – stets mit zwei Kameras gefilmt wurde: Aus dem Material der zweiten Kamera wurde das Auslands-Negativ gefertigt, von dem aus in Europa sämtliche Kopien für den Kontinent gezogen wurden. Wie üblich wurde ohne vorgefertigtes Drehbuch gearbeitet; die bewusst einfach gehaltene Story war allen Produktionsmitgliedern klar. Der Drehplan für den nächsten Tag und mögliche Gags wurden meist abends im engen Kreis besprochen. Auch während der Dreharbeiten war Keaton offen für Improvisationen.
Regie führte Buster Keaton, auch wenn Clyde Bruckman im Titel als Koregisseur genannt wird: Keaton machte es sich zur Gewohnheit, Namen anderer Mitarbeiter beliebig im Vorspann zu platzieren. Proben ließ er gerne mitfilmen. Nicht selten wurden diese ersten Aufnahmen im fertigen Film verwendet. Ein Beispiel dafür ist die Szene, in der Johnnie (Buster Keaton) und Annabelle (Marion Mack) am Wasserturm Speisewasser nachfüllen wollen und Marion Mack überrascht von dem gewaltigen Wasserstrahl erfasst wird: Sie erzählte später, dass ihre Irritation, wie sie im Film zu sehen ist, nicht gespielt war; Keaton hatte sie nicht eingeweiht. Auch sonst habe sie keine genauen Regieanweisungen erhalten: „Ich inszenierte mich praktisch selbst. […] Wenn man nicht weiß, wie man spielt, ist man dort fehl am Platz.“
Am Set kam es zu einigen Unfällen. Ein Mitarbeiter zog sich durch die Explosion einer Platzpatrone Verbrennungen im Gesicht zu. Ein anderer klagte auf 2900 US-Dollar Schmerzensgeld, weil einer der ungesicherten Waggons seinen Fuß überrollte. Keaton selbst verlor nach einer lauten Detonation für einige Minuten das Bewusstsein.
Mehr Vorsicht ließ Keaton bei einem Stunt walten, der zu seinen gefährlichsten in diesem Film zählte. Johnnie setzt sich, eben von seinem geliebten Mädchen verlassen, nachdenklich auf die Kuppelstange der General. Als diese plötzlich langsam losfährt, bleibt Johnnie unbewegt darauf sitzen und wird in einer kreisförmigen Bewegung davongetragen. Die Gefährlichkeit dieser Einstellung, die in vielen späteren Rezensionen wegen ihrer Ausdruckskraft zitiert wird, blieb den meisten Zuschauern verborgen: Hätte der Maschinist beim Starten der Lokomotive etwas zu viel Dampf gegeben, hätten die Räder durchgedreht, und Keaton wäre auf der Stelle tot gewesen. „Es war zwar kein großer Gag, aber für einen kleinen, feinen Lacher gut …“ Keaton hatte vor, den Gag mit ihm und Marion Mack in der Schlusseinstellung zu wiederholen. Wegen des hohen Risikos entschied er sich für einen anderen Abschlussgag.
Etwa ein Fünftel des fertigen Films wurde mit fahrenden Kameras gedreht. Entweder war die Kamera auf der gefilmten Lokomotive angebracht, oder sie wurde auf Schienen parallel zur fahrenden Lokomotive entlangbewegt. Für diese technisch sehr anspruchsvolle Aufgabe wurde auf ein Fahrwerk, das sich auf Gleisen bewegte, ein darauf bewegliches Automobil gestellt. Auf dieses Auto wiederum wurde die Kamera montiert. Alle Fahrzeuge wurden mit speziellen Stoßdämpfern ausgestattet, um einen ruhigen Bildstand zu erreichen. Wenn von einer parallel zu den Schienen verlaufenden Straße gedreht wurde, kamen Planierraupen zum Einsatz, um die Straße vor dem Dreh einzuebnen.
Auf dem dramatischen Höhepunkt sollte eine Lokomotive über eine in Brand gesetzte Brücke fahren und dabei in die Tiefe stürzen. Für diese Szene verzichtete Keaton auf die Verwendung eines Modells. Über den Fluss wurde eigens eine etwa 70 Fuß lange Eisenbahnbrücke gebaut. Eine der alten Lokomotiven wurde mit einer Puppe im Führerhaus besetzt und in Gang gesetzt. Neben einigen hundert Darstellern, die als Soldaten der Unionstruppen vor der Kamera standen, kamen über 3000 Schaulustige aus dem ganzen Land, um der Szene, die nur einmal gedreht werden konnte, beizuwohnen. Als die Lokomotive die Mitte der Brücke, auf der ein Feuer entzündet worden war, überquerte, wurden vorbereitete Sprengsätze gezündet. Das Lokomotiven-Wrack blieb noch jahrelang als Touristenattraktion im Flussbett liegen und wurde erst im Zuge des Zweiten Weltkriegs entfernt, als der Stahl zu Kriegszwecken gebraucht wurde. Die Einstellung kostete rund 42.000 US-Dollar – dies entspricht heute ungefähr 643.000 US-Dollar – und gilt als teuerste der ganzen Stummfilmepoche.
Für die Soldaten der Konföderierten beziehungsweise der Unionstruppen verpflichtete Keaton rund 500 Mann aus der National Guard aus Oregon sowie weitere Männer aus der Umgebung. „Ich steckte sie in graue Uniformen und ließ sie von links nach rechts marschieren, zog sie aus, steckte sie in blaue Uniformen, ließ sie von rechts nach links marschieren. So haben wir den Krieg ausgefochten.“ Außerdem kamen nach Keatons Angaben etwa 125 Pferde zum Einsatz.
Die auf den Brückeneinsturz folgende Schlacht wurde von sechs Kameras eingefangen. Die Dreharbeiten am 23. Juli verliefen gefährlich: Wegen der lauten Explosionen gingen einige Pferde durch, die Reiter, meist unerfahren, stürzten. Im angestauten Wasser des Flusses drohten einige der Statisten zu ertrinken. Insgesamt wurden mindestens neun Menschen verletzt.
Während der Dreharbeiten verursachten die verwendeten Lokomotiven durch Funkenflug immer wieder Waldbrände. Meist konnte deren Ausbreitung schnell verhindert werden. Nach einem besonders großen Feuer am 24. Juli war eine Fortsetzung der Dreharbeiten jedoch nicht möglich; der Rauch war zu stark. Es dauerte Wochen, ehe der von Keatons Team langerwartete Regen die Sicht klärte und der Produktionsstab wieder aus Hollywood anreisen konnte, um die Arbeit fortzuführen. Die verursachten Schäden – die Flammen wurden mit den Kostümjacken bekämpft; auch eine Kamera wurde beschädigt – belastete das überzogene Filmbudget um weitere 40.000 bis 50.000 US-Dollar.
Auch bei der Nachbearbeitung trug Keaton die alleinige Verantwortung, indem er die Zwischentitel schrieb und den Schnitt besorgte. „Das war meine eigene Story, meine eigene Continuity, ich führte Regie, machte den Schnitt und schrieb die Titel. Es war wirklich ganz und gar mein Ding.“
Die Angaben über die Kosten des mit 2286 Metern längsten Films der Keaton-Studios schwanken zwischen 330.000 und 750.000 US-Dollar. Mit Sicherheit war es die teuerste Produktion der Keaton-Studios, deren Budget für einen Film im Schnitt 220.000 US-Dollar betrug.

## Rezeption

### Premiere und zeitgenössische Kritik
The General wurde am 31. Dezember 1926 in Tokio uraufgeführt, ehe der Film am 5. Februar 1927 seine New Yorker Premiere und am 11. März 1927 seine erste Aufführung in Los Angeles erfuhr. Die erste Veröffentlichung in Deutschland fand am 4. April 1927 statt.
Die hohen Erwartungen, die Keaton und sein Produktionsteam hegten, erfüllten sich nicht: The General stieß auf größtenteils negative Reaktionen. Motion Picture Classic vom April 1927 beschreibt den Film als eine „nette Komödie aus dem Bürgerkrieg, keine von Keatons besten Leistungen.“ Variety meinte, die Komödie sei alles andere als lustig: „Von einer einstündigen Verfolgungsjagd darf man nichts erwarten. … Es ist ein Flop.“ Picture Play sah „eine lange, öde Komödie“, und die New York Times analysierte, Keaton habe sich übernommen. Die meisten Kritiker schien abzustoßen, dass sich der Komiker ein ernstes Thema wie den Bürgerkrieg als Hintergrund für eine Komödie erkoren hatte. So zeigte sich Robert E. Sherwood, der Keaton gegenüber sonst sehr aufgeschlossen war, im Life Magazine irritiert über die gezeigten Tode von Menschen: „Viele Gags am Ende des Films sind so abscheulich, dass man sich als mitfühlender Zuschauer abwenden möchte.“
Unter den Tenor der Ablehnung mischten sich nur wenige positive bis begeisterte Stimmen, etwa jene von Martin Dickstein des Daily Eagle aus Brooklyn: In der regionalen Zeitung bezeichnete er das Werk als Geniestreich. Der deutsche Kritiker Herbert Ihering schwärmte: „An diesem Film ist alles zu bewundern: seine Einfachheit und sein Reichtum, seine Gelassenheit und seine Spannung, seine Melancholie und sein Humor. Alle Schlagworte fallen zusammen. Hier ist ein neuer Filmtypus geschaffen.“
Das Einspielergebnis von 474.264 US-Dollar in den Vereinigten Staaten blieb mehr als 300.000 US-Dollar hinter jenem von Battling Butler zurück. Erstmals machte eine Produktion Keatons Verluste. Gründe für das Scheitern der Komödie orten Filmhistoriker neben den negativen Kritiken, enttäuschten Publikumserwartungen und dem überhöhten Budget auch bei United Artists: Die Veröffentlichung des Films wurde immer wieder verschoben. Zudem verfügten die United Artists nicht über jenes dichte Vertriebsnetz wie Metro. Kevin Brownlow macht außerdem eine falsche Projektionsgeschwindigkeit für die schlechte Rezeption verantwortlich. Obwohl ungefähr mit den heute üblichen 24 Bildern pro Sekunde gedreht, wurde der Film mit 16 Bildern pro Sekunde und damit zu langsam aufgeführt.

### Nachwirkungen: Niedergang und Wiederentdeckung
Bis zu diesem Misserfolg zählte Keaton zu den populärsten Filmkomikern. Bei den nächsten Produktionen schränkte sein Produzent Joseph Schenck Keatons bisherige Freiheiten ein und stellte ihm Regisseure und Produktionsleiter zur Seite. Nachdem die Einnahmen von College und Steamboat Bill, jr. ebenfalls enttäuscht hatten, empfahl Schenck Keaton, künftig für MGM zu arbeiten. Obwohl Keaton anschließend in einigen kommerziell erfolgreichen Produktionen des seinerzeit größten Studios mitwirkte, hatte er jeden künstlerischen Einfluss verloren und glitt schließlich Anfang der 1930er Jahre in die Bedeutungslosigkeit ab.
Als er und seine Filme verstärkt in den 1950er Jahren von Kritikern neu entdeckt wurden, wählte Keaton The General als ersten Film für eine breit angelegte Wiederaufführung. Eine restaurierte und mit einer musikalischen Tonspur versehene Fassung wurde 1962 erstmals in mehreren Städten Deutschlands (darunter München, Berlin und Hamburg) und danach in weiteren Ländern Europas gezeigt. Keaton entschied sich nach eigener Aussage deshalb für Europa als Ort der ersten Wiederaufführungen, weil die Kinolandschaft dort reichhaltiger war als jene in den USA, wo nach dem Erfolg des Fernsehens viele Kinos schließen mussten. Die Wiederaufführungen stießen auf großes Echo bei Publikum und Presse. 35 Jahre nach seiner Premiere hatte sich die Bewertung über den Film grundlegend gewandelt. Der französische Filmhistoriker Georges Sadoul schrieb die schlichte Aufforderung: „Muss man ein Meisterwerk breit kommentieren? Laufen Sie ganz schnell, um es sich anzusehen.“
In den folgenden Jahren würdigten eine Vielzahl Kritiker und Filmwissenschaftler den Film als „einmalig und vielleicht perfekt“. Es sind kaum Stimmen auszumachen, die vom heutigen Konsens in der Filmbewertung abweichen, wonach The General Buster Keaton „auf der Höhe seines Könnens“ zeige: „als vollkommenen Komiker und vollkommenen Regisseur.“ Seit den 1970er Jahren firmiert das Werk bei diversen Umfragen unter Filmkritikern und -schaffenden regelmäßig unter den besten Filmen, zumindest jedoch unter den besten Komödien der Filmgeschichte. So wies etwa eine internationale Umfrage der Filmzeitschrift Sight & Sound unter 81 Filmkritikern im Jahr 1972 für The General den 8. Platz der besten Filme aus. Bei der 2007 veröffentlichten Liste der besten US-amerikanischen Filme des American Film Institute wurde The General als Neueinstieg auf Platz 18 genannt.
Die filmgeschichtliche Bedeutung des Films wird durch die Tatsache unterstrichen, dass er 1989 unter den ersten war, die in das National Film Registry aufgenommen wurden.
Durch die reichhaltige Rezeption, die den Film fast einhellig als Keatons Meisterwerk referenziert, und vor allem durch die große Zahl an Kino- und Fernsehaufführungen seit den 1960er Jahren – darunter eine gekürzte und mit einem Kommentar versehene Fassung – gilt heute The General als Keatons populärste Komödie.

## Filmanalyse

### Inszenierung

#### Dramaturgie
Die Rezeption spricht übereinstimmend von einer einfachen wie zwingenden Dramaturgie, die sich stringent und ohne jede Abschweifung entwickelt. „In diesem Film, der scheinbar aus lauter kleinen Zügen besteht, gibt es keine einzige Episode. Alles ist in den Ablauf eingegliedert.“
Walter Kerr weist auf das geometrische Muster hin, das Keaton bereits bei The Navigator entdeckt und gekonnt eingesetzt hatte. Verengung und Erweiterung würden mit Fortlauf der Handlung intensiviert: „Für gut eine Hälfte hat Keaton die Mannschaft auf einen reduziert: er ist allein auf der Lokomotive. Die Strecke vor ihm wiederum ist schier unendlich.“ Die strukturelle Form des Films wird als Kreis beziehungsweise Bumerang beschrieben. Die beiden Verfolgungsjagden, die linear auf Schienen erst von Süden nach Norden, dann von Norden zurück in den Süden ablaufen, verdeutlichen diese in sich geschlossene Form: Motive der ersten Verfolgungsjagd werden in der zweiten, der Rückentführung der General, wieder aufgegriffen und variiert. Der Film spiegelt sich quasi selbst.
Mit der Schlusseinstellung schließt sich der Kreis: Johnnie sitzt auf der Kuppelstange seiner geliebten Lokomotive neben seinem Mädchen Annabelle. Beide saßen zu Beginn auf dem Sofa nebeneinander und wurden durch die Kriegsereignisse getrennt.

#### Komischer Stil
Hervorgehoben wird die Einheit von Handlung und Gags, die sich „zwingend aus einer Grundsituation“ ergäben. Laut David Robinson hat man nie das Gefühl, dass die Geschichte nur eine Entschuldigung für die Komik sei, oder dass die Gags nur der Dekoration dienten. Diese Einheit sei für eine Komödie und sogar für Keaton ungewöhnlich. Typisch für Keaton sei es hingegen, die komischen Einfälle aus einem technischen Hauptrequisit zu entwickeln. The General sei „eine Blütenlese aller großen Eisenbahngags“. Dabei vermied es Keaton, auf Tricktechnik zurückzugreifen: So abgehoben ein Gag auch war, er sollte unter realen Bedingungen durchführbar sein.
Ein großer Teil der Komik basiert darauf, dass der Zuschauer etwas sieht, das der Lokführer Johnnie nicht sieht. In der Welt von Keatons Figur ist Sehen und Sein faktisch dasselbe; Ereignisse außerhalb dieser Wahrnehmung werden meist fehlinterpretiert oder bleiben unerklärlich. Als Johnnie einen Waggon, der den Weg seiner Lokomotive blockiert, bei einer Weiche auf ein Parallelgleis verschiebt und auf dem anderen weiterfährt, ist er danach so sehr mit Apparaturen beschäftigt, dass er nicht merkt, wie dieser Waggon, der nie an Fahrt verliert, bei der nächsten Weiche wieder vor ihm auf die Schienentrasse wechselt. Johnnie blickt verwirrt, als er den Waggon erneut vor sich sieht. Während er im Führerhaus wieder abgelenkt wird, fährt der Waggon vor ihm auf ein Hindernis, entgleist und fällt einen Abhang hinunter. Als Johnnie wieder seinen Blick nach vorne richtet, kann er seinen Augen nicht trauen: Der Waggon scheint plötzlich verschwunden.
Zwar zeigt Keaton auf diese Weise Schwächen seiner Hauptfigur, er führt sie aber nach Ansicht von Kritikern nicht als Witzfigur vor. Im Gegenteil ziele Keaton oft auf Lacher, die durch Erleichterung nach Anspannung, Erstaunen oder Verwunderung über die Ereignisse ausgelöst werden. Was für Keatons Filmfigur gilt, ist auch bei den anderen Charakteren zu beobachten: Bei seinem „teuersten Gag“, dem Einsturz der Brücke samt Lokomotive, ist es die Situation, aus der die Komik entsteht, nicht die Überzeichnung der beteiligten Personen oder der spektakuläre Schauwert. Er ließ, nach Kerr und Kline, eine Dampflok in die Tiefe stürzen, um das regungslose Gesicht des Kommandanten einzufangen, der eben den Befehl zur Überquerung erteilt hatte.
Die Zurückhaltung des Ausdrucks zur Entfaltung der Situation kulminiert in Keatons Markenzeichen, dem „steinernen“ Gesichtsausdruck. Oft als Indiz für Teilnahmslosigkeit fehlinterpretiert, bedeutet er das Gegenteil: höchste Konzentration auf die zu erledigenden, schier unlösbaren Aufgaben. Da Keatons Leinwandego auch die größten Missgeschicke stoisch zur Kenntnis nimmt, wurde er als der „‚stummste‘ aller Stummfilmkomiker“ bezeichnet. In The General beobachtete Walter Kerr jedoch die einzige Ausnahme: Als sich seine Filmpartnerin Annabelle während der dramatischen Flucht wiederholt technisch unverständig zeigt, „packt er sie plötzlich mit beiden Armen an den Schultern und schüttelt sie wie wahnsinnig ein oder zwei Sekunden lang. Dann küsst er sie. – Er hat gesprochen.“

#### Visueller Stil und Kameraführung
Der authentische, „fast dokumentarische“ Stil wird in praktisch allen Besprechungen hervorgehoben. Kameraeinstellungen und Bilder wurden detailgetreu nach den Fotografien von Mathew Brady gestaltet. Auch Keatons Gesicht scheint einer Daguerreotypie Bradys zu entstammen, wie James Agee anmerkt. Kline schreibt, The General sei eine acht Spulen lange Nahaufnahme von Busters Gesicht. Mit Keatons ikonenhaftem Filmego im Mittelpunkt entfalte der Film eine „eigenartige Zeitlosigkeit: Wir vergessen, dass wir auf eine Arbeit aus den 1920er Jahren schauen.“ Die authentische Kostüm- und Kulissengestaltung sei, so Kerr, in ihrer Detailliertheit mitverantwortlich für die epische Qualität des Films. Der Verzicht auf den Einsatz von Modellen und die Aufnahmen weiter Landschaften verstärkten den authentischen Eindruck. Die Inszenierung lässt dabei die fahrende Lokomotive mit der imposanten Landschaft verschmelzen, der Gegensatz von Technik und Natur werde aufgehoben.

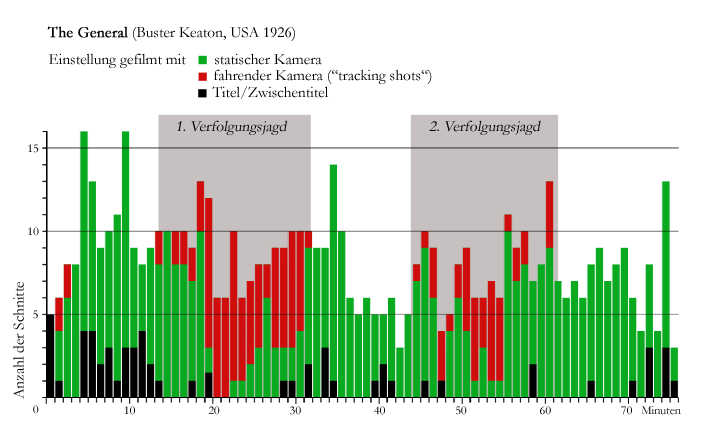
Diese Schnittfrequenzgrafik macht den Gebrauch von Kamerafahrten (rot eingezeichnet) während der Verfolgungsjagden deutlich. Auf Zwischentitel (schwarz) wird im Laufe der Handlung weitestgehend verzichtet.

Kline schreibt, durch die stimmige Bildkomposition falle der Anachronismus der fahrenden Kamera in einem Film, der Mitte des 19. Jahrhunderts spiele, nicht auf.
Filmwissenschaftler zeigen sich vor allem von der Präzision der Kamerafahrten beeindruckt. In einer Sequenz verfolgt die Kamera Buster Keaton auf der fahrenden Lok, dahinter stürmen – von Buster unbemerkt – Soldaten in die entgegengesetzte Richtung voran, auf der dritten Ebene ist der Horizont im Bild. Dies sei „eine Vorwegnahme der ‚Inneren Montage’, einer Montage innerhalb des Bildes, die damals nur Keaton praktiziert“ habe.
Kerr und Kline streichen die Dynamik der Bilder heraus: The General scheint stets in Bewegung und einer der „bewegtesten“ Filme zu sein. Etwa ein Fünftel des fertigen Films wurde mit fahrenden Kameras gefilmt.
Durch sparsamen Einsatz von Zwischentiteln wird der einheitliche und fließende Eindruck des Films verstärkt. Um auf Texttafeln weitestgehend zu verzichten oder diese so knapp wie möglich zu halten, setzte Keaton auf authentische Ortsnamen – wenn möglich von der Bahnstation abgefilmt –, aussagekräftige Bezeichnungen und assoziative, fiktive Namen, etwa Johnnie Gray oder Annabelle Lee (nach einem Gedicht von Edgar Allan Poe).

### Motive und Themen

#### Krieg: Mythos und Ironie
Der Sezessionskrieg war ein traumatisches und dadurch mythologisch aufgeladenes Ereignis der US-amerikanischen Geschichte. „Die Macht der Legende liegt bei den Südstaatlern. Die meisten erfolgreichen Romane, Theaterstücke und Filme lenken die Sympathien des Publikums auf sie.“ Keaton war, wie er auch später immer wieder betonte, die Verbundenheit des Publikums mit dem untergegangen „alten Süden“ bewusst, weshalb er die Nordstaatler, die Helden der Buchvorlage, in seinem Film als Feinde in Szene setzte.
Aus der authentischen, filmischen Bearbeitung eines historisch signifikanten Ereignisses leitet sich die epische Größe der Komödie ab. The General könne neben Chaplins The Gold Rush als einzige epische Stummfilmkomödie gelten. „Dabei ist nicht verwunderlich, dass es nur zwei, sondern dass es überhaupt welche gibt. […] Epische Qualität verschwindet unter den Angriffen eines Clowns.“ Robinson stellt die Glaubwürdigkeit der Kriegsdarstellung in The General über jene der bekannten Bürgerkriegsepen The Birth of a Nation und Gone With the Wind.
Zwar wandelt sich Johnnie im Laufe der „männlichen Bewährungsgeschichte“ in Kriegszeiten vom Zivilisten zum Soldaten. Doch „Komik und Ironie beherrschen den Film in den Einzelheiten wie im gesamten Aufbau.“
Die Liebesgeschichte wird durch Kriegswirren und die aufwendige Entführung und Rückentführung von Lokomotive und Annabelle unterbrochen, nur um am Ende wieder dort anzukommen, wo sie begann. Diese „Form der Kreisbewegung“ sei ebenso ironische Pointe wie die Schlusseinstellung des endlos salutierenden Leutnants Johnnie: Annabelle, die „partout einen Uniformierten als Geliebten“ wollte, hat jetzt dank militärischen Grußpflichten einen „Hampelmann“. „Nichts Böseres kann gegen den Krieg unternommen werden als diese gemächliche, nervenlose Heldengeschichte. Alle heroischen Gebärden verkehren sich in ihr Gegenteil.“

#### Liebe: Mann, Frau und Maschine
Der Film erzähle von einer „ungewöhnlichen ménage à trois in Zeiten des Krieges“ zwischen dem Lokführer Johnnie, seinem Mädchen Annabelle und seiner Lokomotive General, wobei Johnnies Liebe zu letzterer offenbar deutlich überwiegt. Einzig die Entführung seiner geliebten Maschine lässt ihn über sich hinauswachsen: Er nimmt die Verfolgung auf, aller vermeintlicher Aussichtslosigkeit zum Trotz. Der Verlust seines Ansehens nach der Ablehnung als Rekrut und der Korb Annabelles ließen ihn hingegen nur in regungslose Traurigkeit versinken. In der Welt der Objekte, so chaotisch sie ist, kann sich durch Zufälle alles zum Guten wenden. „Anders im sozialen Bereich […] Hier kann kein Glück erwartet werden.“ Als in der letzten Einstellung Johnnie Annabelle auf seiner Lokomotive küsst, scheint die „seltsame Dreiecksbeziehung zwischen Mann, Mädchen und Maschine am Ende gefestigt […]. Mit seinem sich hebenden und senkenden Arm imitiert er die Bewegung der Pleuelstange. Die Harmonie der drei Liebenden ist perfekt.“
Es ist die Welt der Maschinen, in der Keatons Leinwandfiguren zu Hause sind. In diesem Film sei dies besonders deutlich zu beobachten. Während die Lokomotive als lebender Mitspieler und Ausdruck von Johnnies dynamischer Persönlichkeit erscheint, behandle Keaton seine Partnerin in diesem Film mehr als Objekt als jede andere Heldin an seiner Seite. Kline schreibt, sie sei „Requisit, Steilvorlage für Gags, wird ob ihrer dummen Aktionen verlacht, sogar in einen Sack gestopft, in den Güterwaggon geworfen […] Wie nie zuvor ist Buster Herr über sein sich schnell bewegendes Universum. Sein Mädchen hat sich den Gesetzen dieses Universums anzupassen oder den Spott zu ertragen.“ Keaton meinte später zur rohen Behandlung seiner Filmpartnerin, Marion Mack habe bei den Dreharbeiten viel Spaß gehabt. „Die meisten Leading Ladies in diesen Tagen sahen immer aus, als kämen sie gerade aus dem Schönheitssalon. […] Wir sagten, zum Teufel damit, wir machen unsere ein wenig schmutzig und behandeln sie etwas härter.“

## Veröffentlichungen und Vertonungen
The General blieb in einer vollständigen Fassung erhalten und wurde beziehungsweise wird von verschiedenen Labels und Verleihfirmen in Versionen von unterschiedlicher Qualität für öffentliche und private Vorführungen vertrieben. Auch die Längen der ungekürzten Veröffentlichungen können variieren, da die Aufnahme- und Abspielgeschwindigkeit zur Zeit des Stummfilms eine andere beziehungsweise nicht genormt war. Keaton selbst meinte dazu 1962 in einem Interview, dass die höhere Geschwindigkeit des Tonfilms von 24 Bildern pro Sekunde (statt 16 oder 18) The General sehr entgegenkam: „Ich glaube noch immer, dass es für eine Komödie fast unmöglich ist, länger als eineinviertel Stunden zu bestehen. […] Und wenn The General heute so ein Erfolg ist, dann deshalb, weil er jetzt als Tonfilm um die Hälfte schneller projiziert wird […] Komödien aus der [Stummfilm-] Ära können durch die erhöhte Geschwindigkeit profitieren.“
1987 wurde eine restaurierte Fassung für Thames Television erstellt. Die Musik komponierte Carl Davis, der sie sporadisch live zu Vorführungen des Filmes aufführt. 2006 erschien diese Filmfassung erstmals innerhalb der Edition The Buster Keaton Chronicles des englischen DVD-Labels Network. 2009 veröffentlichte Kino Video eine viragierte Fassung des Films auf Blu-Ray. Als Tonspur ist neben der Musik von Davis auch jene des Stummfilmkomponisten Robert Israel (von 1995) enthalten.

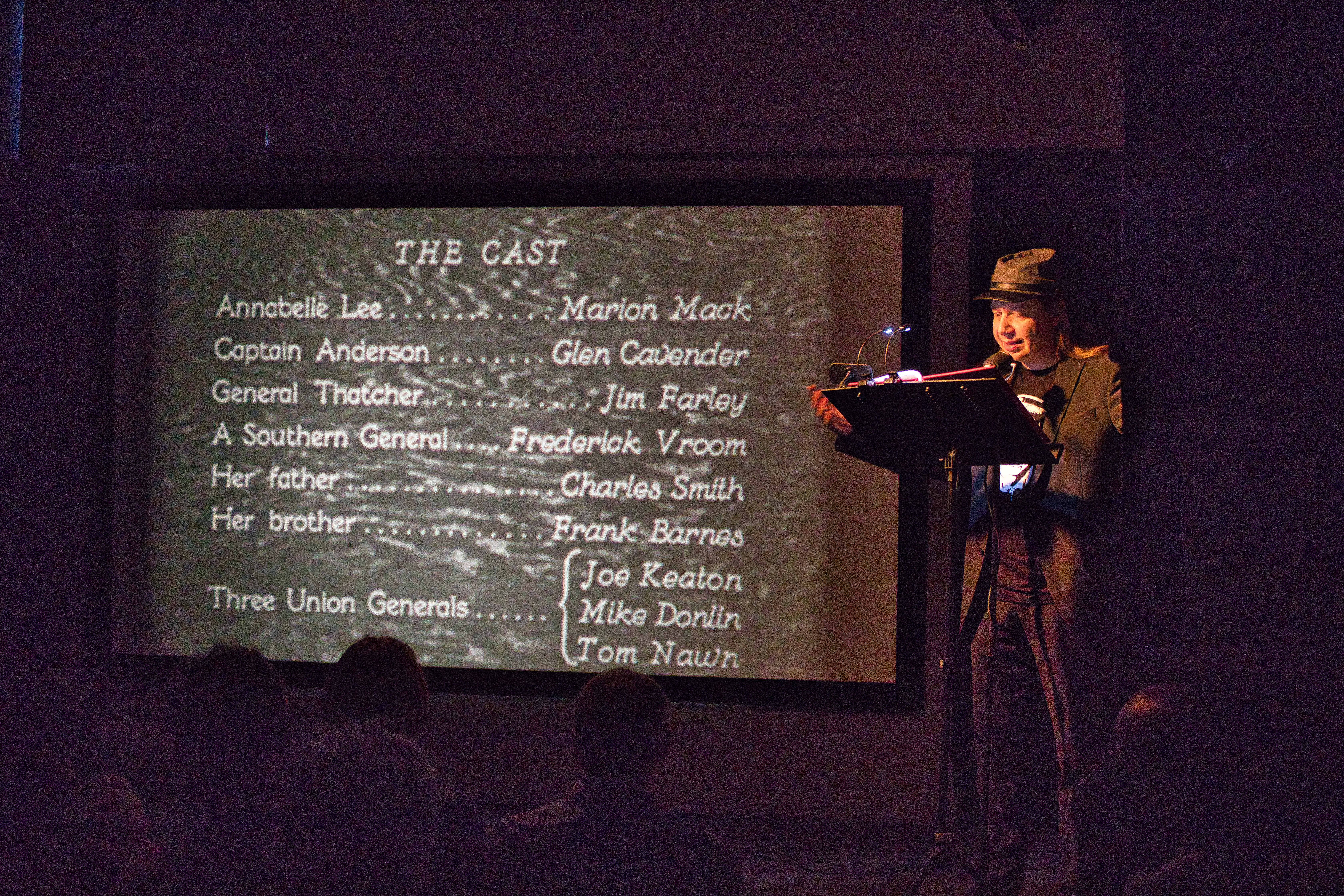
Ralph Turnheim bei der Vorführung des Films mit Live-Lyriks im club W71, 2023

2004 hatte eine digital restaurierte Fassung bei den Filmfestspielen von Cannes Premiere, die vom DVD-Label Mk2 für den privaten Markt vertrieben wird. Für die musikalische Untermalung wurde der japanische Komponist Joe Hisaishi verpflichtet. Auch die Musik von Lee Erwin ist auf einigen Video- beziehungsweise DVD-Veröffentlichungen zu hören.
Einen anderen Weg ohne Musikbegleitung geht der „Stummfilmerzähler“ Ralph Turnheim, der den Film mit Live-Lyrik vertont, begleitet und kommentiert.

## Spätere Verfilmungen
In den 1940er Jahren war Keaton bei MGM als Gagman hinter der Kamera beschäftigt. In dieser Eigenschaft arbeitete er an einem inoffiziellen Remake des Films unter dem Titel A Southern Yankee (1948, dt. Der Superspion) mit. Die Komödie mit dem Komiker Red Skelton in der Hauptrolle entfernte sich jedoch deutlich sowohl von der filmischen als auch der literarischen Vorlage.
Walt Disney Pictures verfilmte 1956 das zugrundeliegende Buch von William Pittinger The Great Locomotive Chase als Western, deutscher Verleihtitel: In geheimer Mission. Zwar änderten die Drehbuchautoren ebenfalls das historische Ende, doch blieben sie dem Blickwinkel des Buches treu. Keaton zeigte sich an der Verfilmung sehr interessiert und kommentierte die Entscheidung der Disney-Studios, die Nordstaatler als Helden zu inszenieren, als große Schwäche des Films: „Wir wußten es besser.“

## Radiofeature
- Peter W. Jansen: Jansens Kino. 3. Audio-CD: Goldrausch; Der General. Bertz und Fischer, Berlin 2006, ISBN 3-86505-103-0.